# Agaram
Agaram é uma panchayat (vila) no distrito de Dindigul, no estado indiano de Tamil Nadu.

## Geografia
Agaram está localizada a 12° 49′ N, 78° 53′ L. Tem uma altitude média de 297 metros (974 pés).

## Demografia
Segundo o censo de 2001,  Agaram  tinha uma população de 12,784 habitantes. Os indivíduos do sexo masculino constituem 50% da população e os do sexo feminino 50%. Agaram tem uma taxa de literacia de 58%, inferior à média nacional de 59.5%; com 58% para o sexo masculino e 42% para o sexo feminino. 11% da população está abaixo dos 6 anos de idade.